# Józef Poborski
Józef Wacław Poborski (ur. 6 kwietnia 1912 w Lusławicach, zm. 21 sierpnia 1998 w Krakowie) – polski geolog, specjalista geologii złóż surowców chemicznych, a zwłaszcza złóż soli oraz geologii gospodarczej.

## Życiorys
Szkołę średnią (Państwowe Gimnazjum Staroklasyczne) ukończył w 1930 w Tarnowie i w tym samym roku rozpoczął wyższe studia matematyczne na Wydziale Filozoficznym Uniwersytetu Jagiellońskiego, skąd przeniósł się na Wydział Górniczy Akademii Górniczo-Hutniczej w Krakowie. W 1938 uzyskał dyplom inżyniera górniczego.
Jeszcze przed skończeniem studiów w 1936 podjął pracę w Państwowym Instytucie Geologicznym prowadząc w sezonach letnich roboty górnicze i wiercenia w poszukiwaniach rud żelaza i fosforytów na obszarze północno-wschodniego obrzeżenia Gór Świętokrzyskich, aż do wybuchu wojny we wrześniu 1939.
Od listopada 1939 do końca stycznia 1945 pracował w Kopalni Soli w Bochni, najpierw na stażu górniczym, potem jako geolog-mierniczy kopalni.
Od chwili powojennego uruchomienia AGH, to jest od lutego 1945 pracował w tej uczelni, początkowo w Katedrze Geologii Stosowanej jako starszy asystent, a po obronie pracy doktorskiej Złoże solne Bochni na tle geologicznym okolicy w 1950 – jako adiunkt przy prof. Stefanie Czarnockim, a potem przy jego następcy, prof. Romanie Krajewskim. Nawiązując do przedwojennego Zakładu Halurgii, stworzonego przez prof. Edwarda Windakiewicza, reaktywował ten Zakład na Wydziale Geologiczno-Poszukiwawczym AGH. W 1952 stworzył od nowa Zakład Złóż Soli i od jesieni 1952 był jego kierownikiem, aż do przejścia na emeryturę we wrześniu 1982.
W roku akademickim 1948/49, po długich staraniach, uzyskał stypendium Centralnego Urzędu Planowania przy Ministerstwie Przemysłu i Handlu, dzięki czemu odbył studia uzupełniające na Uniwersytecie Pittsburgh w Pensylwanii, USA.
Pracując nieprzerwanie w AGH, w 1954 otrzymał nominację na profesora nadzwyczajnego, a w 1972 na profesora zwyczajnego.
W okresie powojennym Józef Poborski nadal podtrzymywał swe ścisłe związki z Państwowym Instytutem Geologicznym. W sezonach letnich 1946-1961 prowadził badania geologiczne i geofizyczne w rejonie kujawskim (struktura Izbica Kujawska-Łęczyca, rudonośny dogger rejonu Łęczycy, wysad solny Kłodawa, basen permski na Niżu Polskim). Od 1962 przypisany administracyjnie do Oddziału Karpackiego tegoż instytutu, w większym stopniu zajmował się zagadnieniami miocenu solonośnego na obszarze polskiego Podkarpacia.
Począwszy od lat wojennych, kiedy pracował w kopalni bocheńskiej i badał budowę geologiczną złoża solnego w Bochni, przez kilka lat współpracy z prof. K. Skoczylas-Ciszewską zagadnienia budowy geologicznej złóż solnych tego regionu i ich związek z tektoniką regionalną były przedmiotem jego nieustającego zainteresowania. Do zagadnień tych powrócił na emeryturze, współpracując przez wiele lat z Zakładem Poszukiwań Nafty i Gazu w Krakowie, szczególnie z dr inż. E. Jaworem.
W swej działalności dydaktycznej był opiekunem ponad 100 prac dyplomowych, inżynierskich i magisterskich, oraz promotorem 11 prac doktorskich (Geologia: 1964 – Aleksander Garlicki, 1966 – Zbigniew Werner, 1968 – Maciej Podemski, 1970 – Włodzimierz Charysz, 1971 – Irena Stańczyk, 1973 – Marian Chandij, 1979 – Andrzej Szybist; Górnictwo: 1965 – Jerzy Piekarz, 1970 – Kazimierz Ślizowski, 1974 – Aleksander Stępniowski, 1978 – Aleksander Batko).
Opublikował ponad 100 prac, w większości wyłącznie jego autorstwa. Są to artykuły, opracowania o charakterze monograficznym, rozdziały w podręcznikach, rozprawy, komunikaty itp. Ponadto uczestniczył jako kierownik lub członek zespołów w dziesiątkach ekspertyz i opracowań naukowych. W swej działalności eksperckiej ściśle współpracował z przemysłem solnym i przemysłem surowców chemicznych.
Poza kierowaniem Zakładem Złóż Soli, przemianowanym z czasem na Zakład Złóż Soli i Surowców Chemicznych, Józef Poborski pełnił wiele funkcji: w latach 1954-1956 był prodziekanem Wydziału Geologiczno-Poszukiwawczego AGH, był przewodniczącym Komisji do spraw Budowy Muzeum Geologicznego na Wydziale Geologiczno-Poszukiwawczym AGH, był członkiem Polskiego Towarzystwa Geologicznego, Komisji Nauk Geologicznych PAN, Rady Muzeum Żup Krakowskich w Wieliczce, i wielu innych.
Wyjeżdżał na międzynarodowe sympozja i konferencje, gdzie przedstawiał wyniki swoich prac. Podejmował też za granicą pracę jako samodzielny ekspert lub kierownik zespołu w dziedzinie geologii górniczej. Bywał również profesorem wykładowcą. Przebywał m.in. w Brazylii, Chile, Czechach, Egipcie, Etiopii, Iraku, Jugosławii, Kanadzie, Niemczech, Norwegii, Słowacji, USA i Wenezueli.
Polskiej geologii salinarnej przyswoił wiele światowych osiągnięć, popularyzując prace takich zagranicznych badaczy, jak G. Richter-Bernburg, H. Borchert, L. L. Sloss, R. Kühn, M. Waljaszko i inni.

## Życie prywatne
Jako miłośnik muzyki kameralnej grywał na altówce i skrzypcach. Zdolności plastyczne wykorzystywał przy ilustracji wyników kartowania podziemnego oraz map i przekrojów geologicznych. Najbliższą była mu technika malowania temperami, później chętnie używał akwareli.
Józef Poborski był turystą, który od najmłodszych lat przemierzał Tatry i Karpaty. Ulubionym miejscem jego wycieczek w ciągu roku akademickiego były okolice Krakowa.
Czuł się silnie związany ze stronami, z których pochodził: z okolicami Tarnowa, Rożnowa, z Pogórzem Ciężkowickim. Dał temu szczególnie wyraz już na emeryturze. Był jednym z inicjatorów i współtwórcą Ciężkowicko-Rożnowskiego Parku Krajobrazowego. Podjął badania tamtejszych wód mineralnych i był pomysłodawcą ich eksploatacji. Zajmował się też historią tego regionu. Pochowany został na cmentarzu Batowickim w Krakowie (kw. CCXXXVI-płd.-2).

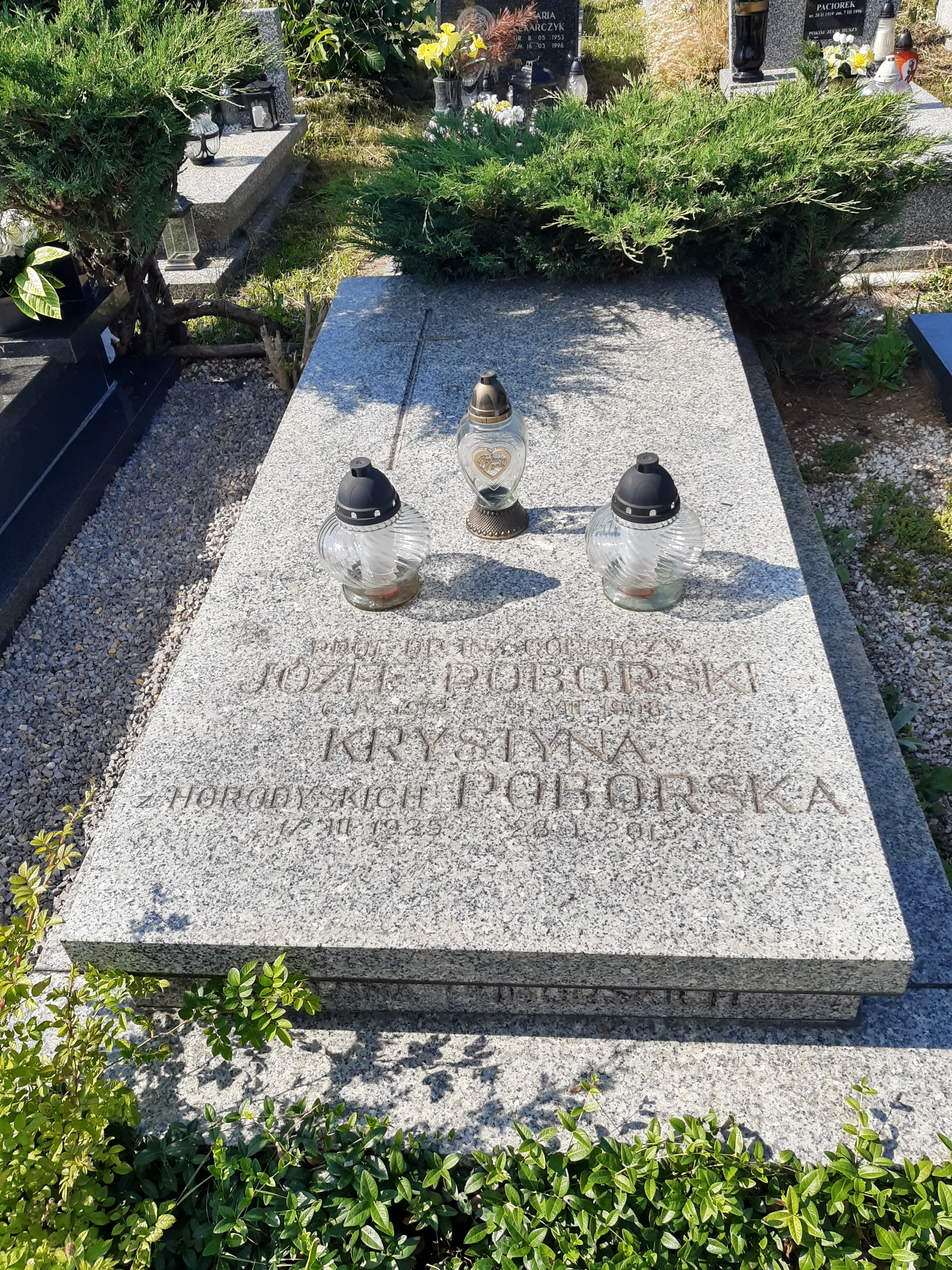
Grób prof. Józefa Poborskiego na Cmentarzu Prądnik Czerwony

## Odznaczenia i nagrody
Uzyskał wiele odznaczeń państwowych i resortowych, m.in. Nagrodę Państwową II Stopnia z udział w odkryciu złoża soli potasowych polihalitowych w Zatoce Puckiej (1968), Krzyż Komandorski Orderu Odrodzenia Polski (1982), Stopień Generalnego Dyrektora Górniczego III st.(1981), Złotą Odznakę za Pracę Społeczną dla Miasta Krakowa (1976), Odznakę Zasłużony Działacz Kultury (1977), Odznakę za Zasługi dla Województwa Tarnowskiego (1985) oraz Odznakę honorową za Zasługi dla Ochrony Środowiska i Gospodarki Wodnej (1987).